# Aziatische auto in 1966
Dit artikel geeft een overzicht van alle Aziatische personenwagens geproduceerd in 1966 door een belangrijke autoconstructeur. De auto's staan alfabetisch gerangschikt per merk. Hier staan enkel Aziatische merken, ongeacht of ze eigendom zijn van een niet-Aziatisch concern. Ook gaat het om constructeurs die algemeen bekend zijn met auto's die algemeen voor het publiek verkrijgbaar zijn. 
| Beijing |                  | concern:                                                  | onafhankelijk |
| Beijing | divisie:         |                                                           |               |
| Beijing | merk:            | Beijing (BAW) China                                       |               |
| Beijing | model:           | BJ212 (BJ2020 vanaf 1989; ook als Tianjin TJ210C gebouwd) |               |
| Beijing | einde productie: | 2025+                                                     |               |
| Beijing | productieaantal: | meer dan 1,2 miljoen                                      |               |

| Hino |                  | concern:          | onafhankelijk |
| Hino | divisie:         |                   |               |
| Hino | merk:            | Hino Motors Japan |               |
| Hino | model:           | Contessa Sprint   |               |
| Hino | einde productie: | 1969              |               |
| Hino | productieaantal: | ?                 |               |

| Honda |                  | concern:       | onafhankelijk |
| Honda | divisie:         |                |               |
| Honda | merk:            | Honda Japan    |               |
| Honda | model:           | S800 cabriolet |               |
| Honda | einde productie: | 1970           |               |
| Honda | productieaantal: | ?              |               |

| Honda |                  | concern:    | onafhankelijk |
| Honda | divisie:         |             |               |
| Honda | merk:            | Honda Japan |               |
| Honda | model:           | N360        |               |
| Honda | einde productie: | 1970        |               |
| Honda | productieaantal: | ?           |               |

| Hongqi |                  | concern:     | onafhankelijk |
| Hongqi | divisie:         |              |               |
| Hongqi | merk:            | Hongqi China |               |
| Hongqi | model:           | CA770        |               |
| Hongqi | einde productie: | 1994         |               |
| Hongqi | productieaantal: | ?            |               |

| Isuzu |                  | concern:    | onafhankelijk |
| Isuzu | divisie:         |             |               |
| Isuzu | merk:            | Isuzu Japan |               |
| Isuzu | model:           | New Bellel  |               |
| Isuzu | einde productie: | 1971        |               |
| Isuzu | productieaantal: | ?           |               |

| Mazda |                  | concern:                  | onafhankelijk |
| Mazda | divisie:         |                           |               |
| Mazda | merk:            | Mazda Japan               |               |
| Mazda | model:           | Luce SU/SV (1e generatie) |               |
| Mazda | einde productie: | 1973                      |               |
| Mazda | productieaantal: | ?                         |               |

| Nissan |                  | concern:                                          | onafhankelijk |
| Nissan | divisie:         |                                                   |               |
| Nissan | merk:            | Nissan, Datsun Japan                              |               |
| Nissan | model:           | Sunny B10 (1e generatie; exportmodel Datsun 1000) |               |
| Nissan | einde productie: | 1969                                              |               |
| Nissan | productieaantal: | ?                                                 |               |

| Subaru |                  | concern:     | onafhankelijk |
| Subaru | divisie:         |              |               |
| Subaru | merk:            | Subaru Japan |               |
| Subaru | model:           | 1000         |               |
| Subaru | einde productie: | 1969         |               |
| Subaru | productieaantal: | ruim 4000    |               |